# Ambasciata della Corea del Nord a Berlino

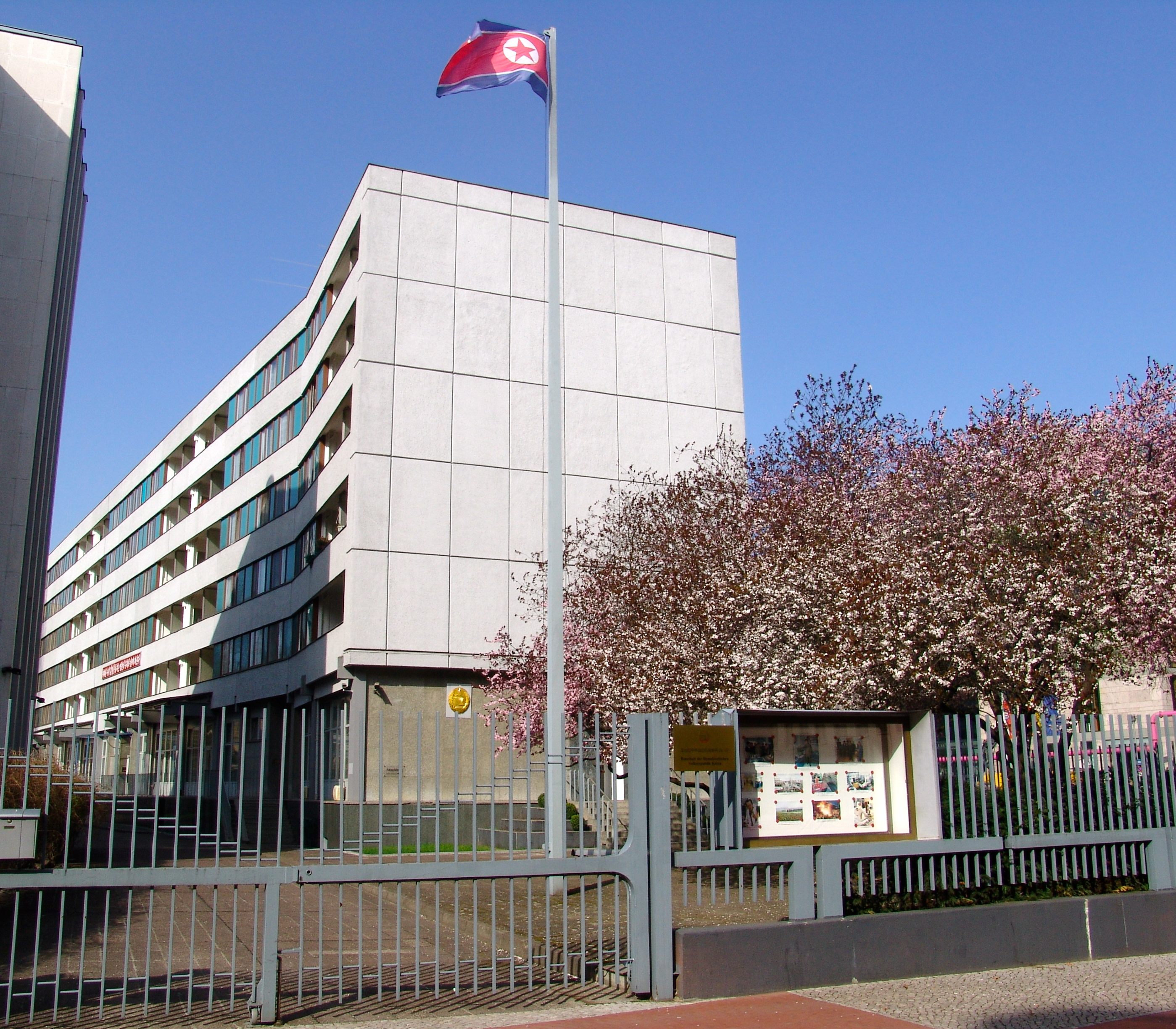
L'ambasciata nordcoreana a Berlino nel 2011

L'Ambasciata della Corea del Nord a Berlino è la rappresentativa diplomatica della Repubblica Popolare Democratica di Corea in Germania. Si trova in Glinkastraße 5-7 nel quartiere Mitte di Berlino, parte dell'omonimo distretto cittadino.

## Posizione, edificio e storia
La Repubblica Democratica Tedesca stabilì relazioni diplomatiche con la Repubblica Popolare Democratica di Corea nel 1954. L'ambasciata era inizialmente situata in Gundelfinger Straße 38 a Berlino-Karlshorst e successivamente, dal 1958, in Dorotheastraße 4, nello stesso distretto. Nel 1975 si trasferì nell'edificio di nuova costruzione in Glinkastrasse 5/7 a Berlino-Mitte.

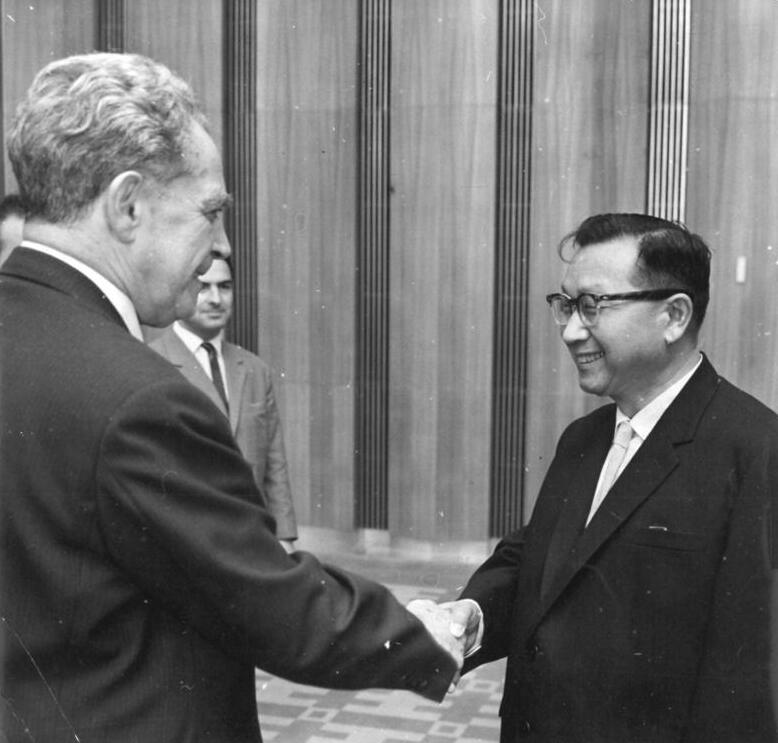
Ospiti coreani al Consiglio di Stato della RDT, 1966, con il politico della RDT Hans Rodenberg e l'ambasciatore coreano Kwon Jeng Tae

L'edificio dell'ambasciata si trova nell'ex quartiere delle ambasciate di Berlino Est. L'area circostante apparteneva all'Hotel Kaiserhof, distrutto durante la Seconda guerra mondiale, e venne ripulita dalle macerie alla fine degli anni Quaranta.
Tra il 1969 e il 1975, la Repubblica Popolare Democratica di Corea fece costruire la sua ambasciata in questo sito. Il terreno dell'ambasciata comprende un pezzo dell'ex sede della Chiesa della Trinità, anch'essa distrutta durante la guerra. Inoltre, la sede dell'ambasciata comprende un tratto della Mauerstraße.
Oltre all'ambasciata, l'edificio ospitava anche una missione commerciale nordcoreana. Originariamente vi lavoravano più di 100 dipendenti, ma in seguito alla Riunificazione tedesca il numero si è ridotto a circa 10 persone.
Non ci sono state relazioni diplomatiche con la Germania Ovest fino al 1990.
In seguito alla riunificazione occorsa nel 1990, l'ambasciata è stata chiusa e trasformata in Ufficio per la tutela degli interessi della Repubblica Popolare Democratica di Corea; la Repubblica Popolare Cinese ha agito come potenza protettrice. Allo stesso tempo, l'ex ambasciata della RDT a Pyongyang è stata trasformata in un gruppo di interesse per la Repubblica federale di Germania; il Regno di Svezia ha agito come potenza protettrice.
La Germania e la Corea del Nord hanno stabilito regolari relazioni diplomatiche il 1º marzo 2001, sebbene fino ad oggi non si siano verificate visite di delegazioni del governo tedesco a livello ministeriale in Corea del Nord. Non vi sono accordi di cooperazione finanziaria, economica, scientifica o tecnologica. Nell'ottobre 2002 sono stati siglati un accordo sui trasporti aerei e un trattato per la promozione e la protezione degli investimenti e le firme sono in sospeso.
L'edificio stesso è un prefabbricato a più piani. Una dépendance lungo la Mohrenstrasse funge da vera e propria ambasciata sin dagli anni 2000, mentre l'ex ala della cancelleria è affittata dall'ambasciata a varie entità. Fino al 2020 il terreno appartenente all'ambasciata ha ospitato un ostello in seguito chiuso in ottemperanza alle sanzioni imposte alla Corea del Nord.

## Ambasciatori
Nella DDR
- 1954-1957: Pak Kil Jon
- 1957-1961: Pak Ir Jen
- 1961-1966: Kwon Jeng Tae
- 1966-1969: Ro Su Ek
- 1969-1977: Ri Dzang Su
- 1977-1979: Kim Guk Unno
- 1980-1985: Pak Hion Bo
- 1985-1990: Pak Jong Chan

Nella Repubblica Federale
- 2006-2011: Hong Chang II[5]
- 2011-2017: Ri Si Hong[6]
- dal 2017: Pak Nam Yong[7]

## Controversie

### Evasione fiscale e violazione delle sanzioni ONU

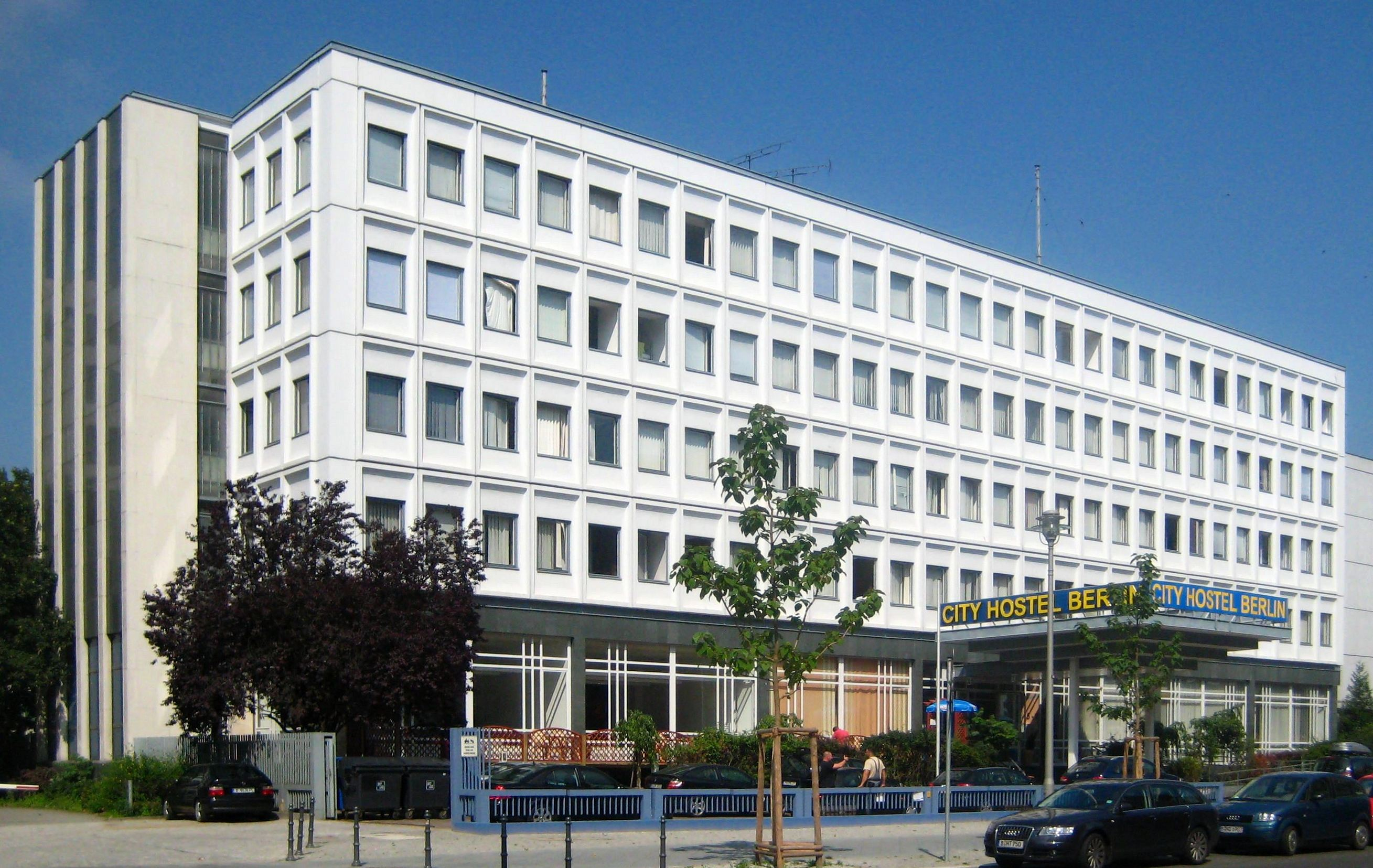
Edificio adibito ad ostello (2009)

L'ostello, che è stato ospitato nei locali dell'ambasciata almeno a partire dal 2004, ha recentemente generato un reddito mensile da locazione di 40.000 euro. A causa dell'inasprimento delle sanzioni da parte delle Nazioni Unite in risposta al programma di armi nucleari della Corea del Nord, il governo federale tedesco ne ha previsto la chiusura per impedire alla Corea del Nord di ricevere entrate finanziarie. L'ambasciata non ha pagato le tasse relative all'edificio e deve tuttora alle autorità fiscali tedesche circa 10 milioni di euro. Dopo che il governo federale aveva minacciato un procedimento penale, è stato concordato un pagamento rateale aggiuntivo pari a 7.000 euro al mese.
L'ostello è stato affittato a un operatore che ha pagato un canone mensile di 38.000 euro ai nordcoreani. Nel 2018, un tribunale distrettuale di Berlino ha vietato la gestione dell'alloggio perché violava il divieto della risoluzione delle Nazioni Unite numero 2321 sulle transazioni immobiliari con la Corea del Nord. Nel febbraio 2020, l'ufficio distrettuale di Berlino-Mitte ha ordinato la chiusura immediata dell'ostello. L'ostello ha cessato le attività subito dopo, anticipando la chiusura forzata.

### Veglia di protesta
Da settembre 2009, davanti all'ambasciata si tiene una veglia settimanale di un'ora per criticare la situazione dei diritti umani in Corea del Nord. È di matrice cristiana e chiede, tra le altre cose, l'abolizione dei campi di internamento e di rieducazione per prigionieri politici e criminali, nonché lo stop alla persecuzione dei cristiani in Corea del Nord.